# Kirche Oftringen

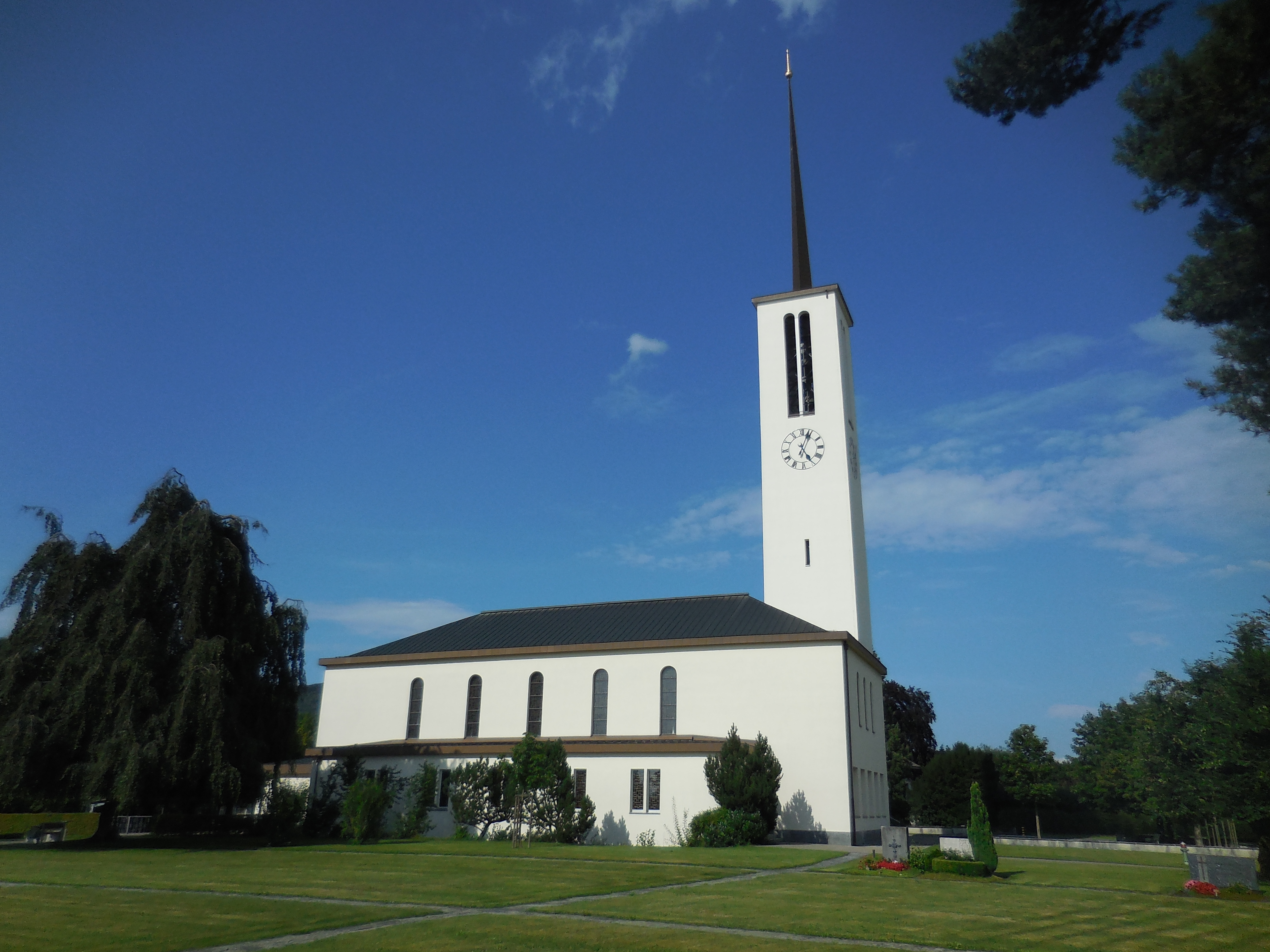
Kirche Oftringen

Die Kirche Oftringen ist die reformierte Kirche in der aargauischen Gemeinde Oftringen in der Schweiz. Sie wurde in den Jahren 1933/34 erbaut.

## Geschichte
Die Oftringer Reformierten gehörte ursprünglich zur Kirchgemeinde Zofingen, bis am 6. Januar 1920 die Kirchgemeinde Oftringen gegründet wurde. Im Jahre 1924 wurde in Oftringen das erste Pfarrhaus gebaut. Nach der Grundsteinlegung im Oktober 1933 erfolgte am 16. Dezember 1934 die Einweihung der Kirche.
Sie verfügt über eine pneumatische Goll-Orgel mit 28 Registern. Das Werk wurde 1933 erbaut und 1974 erweitert.